# Мира Алечкович
Мира Алечкович (на сръбски: Мира Алечковић) е сръбска и югославска поетеса, писателка и преводачка, хуманистка.
Тя е дългогодишна председателка на Асоциацията на югославските писатели и на Асоциацията на сръбските писатели.

## Биография и творчество
Мибослава „Мира“ Алечкович е родена на 2 февруари 1924 г. в Нови Сад, Кралство Югославия, в семейството на журналист и телеграфистка. От двегодишна живее в Белград, но прекарва детството си в Нови Сад, Книн, Черна гора, Косово и Метохия, където леля ѝ Йелена Трпинац е учителка от десетилетия. Завършва Френско основно училище, Френска и Сръбска гимназия в Белград. Учи славянска филология в Белградския университет при известния лингвист, професор професор в Белградския университет и академик Александър Белич. Продължава обучението си в Париж, където следва докторска степен и завършва училището на Фуше. Тя е полиглот и говори десет чужди езика: френски, немски, английски, руски, италиански, полски, чешки, македонски, словенски и словашки.
Още от училищна дейност участва в политическа дейност. През 1937 г. се среща с френския министър на външните работи Ивон Делбос, който е на посещение в Белград, и му предава петиция на сръбската младеж срещу войната. През 1939 г. става член на Съюза на комунистическата младеж на Югославия, а през 1941 г. от първия ден на Народноосвободителната борба участва в нелегалната дейност и в саботажни акции срещу германските войски чрез рязане на телефонните кабели в окупирания Белград. Арестувана е от Специалната полиция, и е подложена на разпити и изтезания. Спасява я Сръбската патриаршия, по молба на Десанка Максимович, след което Мира тайно напуска Белград. Включва се в Народноосвободителното движение и участва в партизанската борба. После е на военна служба като медицинска сестра в действащата армия.
След войната е редактор в младежки списания – „Mladost“, „Pionir“, „Poletarac“. Главен редактор е на списанието за деца „Змай“ (Zmaj). През 1946 г. продължава образованието си в Белградския университет и през 1953 г. в Сорбоната в Париж. Работи в Асоциацията на писателите на Югославия и Сърбия, първо като секретар, а след това като вицепрезидент на тогавашния президент Иво Андрич. След изтичането на мандата му е избирана няколко пъти за председател на Асоциацията на писателите на Сърбия и Югославия и години наред остава начело на Асоциацията на писателите. Включва се в много акции за мир, създава контакти с писатели, художници от различни страни, участва в разнообразна обществена и литературна дейност. Сътрудник е на Ото Бихали Мерин, който публикува произведения на Марсел Пруст и Франц Кафка в поредицата за съвременни съвременни чуждестранни писатели „Епоха“.
Участва в студентските протести през 1968 г., излиза да подкрепя учениците и да им чете революционна поезия. След тези ѝ действия не участва в политически партии. В периода 1960 – 1993 г. е член на Обществото за приятелство между Югославия и Франция и е негов председател. Член е на Сръбската академия на науките и изкуствата.
Първата ѝ книга, стихосбирката „Звездане баладе“ (Звездна балада), е издадена през 1946 г. Авторка на 53 книги за деца и възрастни. Голяма част от творчеството ѝ е поезия, посветена основно на темите на любовта и детството. В СФРЮ става много популярна, особено с детските си произведения, партизанските си и детски песни. През 1960 г. е издаден романът ѝ „Утро“, който е посветен на героичните години от съпротивата на югославските народи, а главните герои са младежи от Белград.
През 1947 г. се омъжва за архитекта и художник Сава Граждански, хърватски сърбин. Имат три деца – Нед, Сърджа и Мила (писателката Мила Алечкович-Николич).
Мира Алечкович умира на 27 февруари 2008 г. в Белград. Погребана с военни почести в Новото гробище на Белград.

## Произведения

### Поезия
- Звездане баладе (1946)[3]
- Подземни хероји (1947)
- Дани разиграни (1949)
- Три пролећа (1949) – републиканска награда
- Трагови без стопа (1952)
- Добар дан (1952)
- Да се упознамо (1953)
- Љуљашка на грани (1954)
- Пионирско пролеће (1955)
- Пријатељи (1956)
- Ластавица (1957)
- Крилати људи (1957)
- Сребрни воз (1963)
- Чаробна врата (1963)
- Светла соба (1964)
- Сунчани солитери (1970)
- Да живот буде љубав (1972)
- Сањалица (1975)
- Не могу без снова (1980)
- Затечена у љубави (1981)
- Стаза сребром извезена (1982)
- Небо детињства (1983)
- Звездане баладе (1989)
- Скините ми дугу (1990)
- Летећи кревет (1991)
- Царева пољана (1995)
- Сунчевићи (1995)

### Самостоятелни романи
- Сребрна Коса (1953) – награда за детска книга
- Збогом велика тајно (1958)[4]
- Зашто грдиш реку? (1960)
- Јутро (1960)
Утро, изд.: „Народна младеж“, София (1966), прев. Сийка Рачева